# Roquelaure
Roquelaure település Franciaországban, Gers megyében. Lakosainak száma 577 fő (2022. január 1.). Roquelaure Roquefort, Auch, Castillon-Massas, Peyrusse-Massas, Preignan és Sainte-Christie községekkel határos.

## Népesség
A település népessége az elmúlt években az alábbi módon változott:
| Lakosok száma | 424  | 392  | 464  | 515  | 579  | 576  | 572  | 562  | 571  | 577  |
|               | 1968 | 1982 | 1990 | 2006 | 2013 | 2015 | 2017 | 2019 | 2020 | 2022 |